# Sijiqingqiao
Sijiqingqiao (in cinese: 四季青桥站S, Sìjìqīngqiáo zhànP), letteralmente in italiano Ponte Sijiqing, denominata in fase di progettazione semplicemente Sijiqing, è una stazione, nonché capolinea occidentale, della linea 12 della metropolitana di Pechino.
La stazione prende il nome dal Ponte Sijiqing, sotto il quale è situata.

## Storia
Il 14 settembre 2015, la Commissione nazionale per lo sviluppo e la riforma della Repubblica Popolare Cinese ha approvato il Piano di costruzione della seconda fase del sistema di trasporto metropolitano urbano di Pechino (2015–2021), autorizzando l’avvio dei lavori per la prima fase della linea 12 della metropolitana di Pechino.
Il 25 ottobre 2021, l’allora vicesindaco di Pechino, Sui Zhenjiang, durante un sopralluogo presso la stazione, segnalò che il livello della falda freatica era risalito di circa 11 metri rispetto alle rilevazioni del 2017, rappresentando una sfida per la sicurezza dei lavori di costruzione della metropolitana.
Il 27 dicembre 2023, la Commissione municipale per la pianificazione e le risorse naturali di Pechino annunciò ufficialmente il nome definitivo della stazione della linea 12 della metropolitana, rinominata Sijiqingqiao.
Il 13 settembre 2024, fu effettuato un controllo di sicurezza presso il cantiere della stazione e del tratto di inversione dei treni situato oltre la stazione stessa. Infine, il 15 dicembre 2024, la stazione di Dongbabei è stata ufficialmente aperta al pubblico insieme alla messa in esercizio della prima fase della linea 12.

### Sviluppi futuri
Nei piani di estensione della linea 12, è previsto un prolungamento da Sijiqingqiao a Haidian Wuluju, dove la linea 12 consentirà un interscambio con la linea 6.

## Posizione
La stazione di Sijiqingqiao si trova sotto l'incrocio tra la strada nord del Quarto Anello Ovest, la Tonghui Road e la Zhanghua Road, al confine tra il sobborgo di Shuguang e l'area di Sijiqing, nel distretto di Haidian, a circa 15 km a ovest dal centro di Pechino. Nei dintorni della stazione si trovano diversi punti d’interesse: a pochi passi sorgono il Jinsiqi Shopping Center e numerosi complessi residenziali come Yunhuili.

## Struttura e impianti

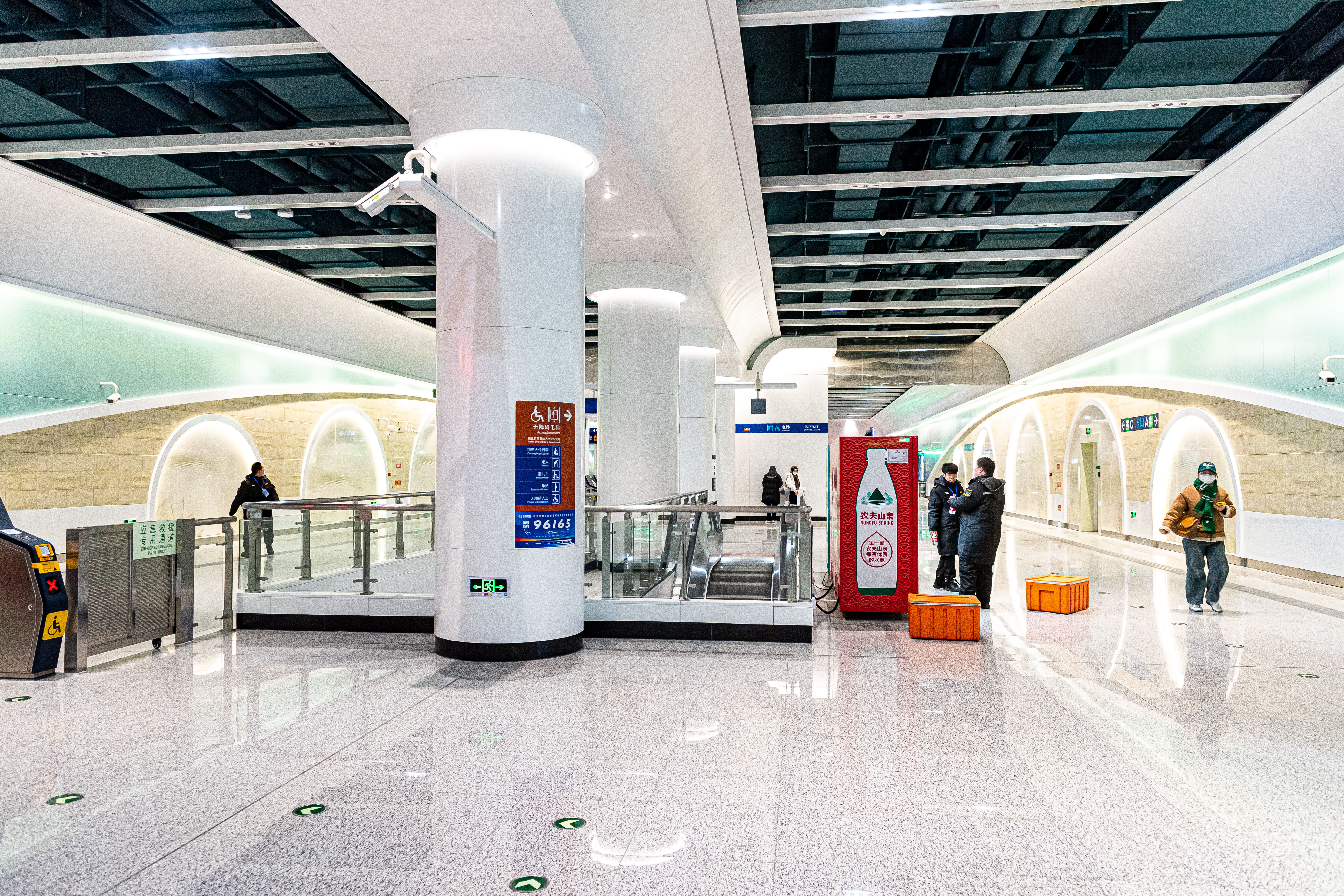
Atrio della stazione.

La stazione di Sijiqingqiao è strutturata in due livelli sotterranei: il primo piano è destinato all'atrio e all'accesso all'area a pagamento, mentre il secondo livello è destinato al piano banchina, con una banchina centrale e una struttura a doppio passaggio sostenuta da una colonna centrale. Il collegamento tra i due piani è reso possibile dalla presenza di quattro scale mobili, due scale fisse e due ascensori. La struttura principale è lunga 309 metri, mentre la banchina ha una larghezza di 12 metri.
L'accesso alla stazione è consentito tramite due ingressi, indicati con le lettere A e C. L'ingresso A è accessibile ai portatori di disabilità motorie.

## Servizi
La stazione dispone di:
- Accessibilità per portatori di handicap
- Ascensori
- Scale mobili
- Emettitrice automatica biglietti
- Servizi igienici
- Sportello automatico
- Stazione video sorvegliata
- Ufficio polizia

### Orari
I convogli in direzione del capolinea orientale di Dongbabei sono garantiti tutti i giorni dalle 5:52 alle 23:25.

## Interscambi
- Fermata autobus